# Дон Сіммонс (хокеїст)
Дональд Вільям Сіммонс (англ. Donald William "Dippy" Simmons, 13 вересня 1931, Порт-Колборн — 24 вересня 2010) — канадський хокеїст, що грав на позиції воротаря.
Тричі ставав володарем Кубка Стенлі.

## Ігрова кар'єра
Професійну хокейну кар'єру розпочав 1951 року.
Протягом професійної клубної ігрової кар'єри, що тривала 19 років, захищав кольори команд «Бостон Брюїнс», «Торонто Мейпл Ліфс» та «Нью-Йорк Рейнджерс».
Усього провів 248 матчів у НХЛ.

## Досягнення та нагороди
- 1962 — володар Кубка Стенлі («Торонто Мейпл-Ліфс»)
- 1963 — володар Кубка Стенлі («Торонто Мейпл-Ліфс»)
- 1964 — володар Кубка Стенлі («Торонто Мейпл-Ліфс»)
- 1963 — Матч усіх зірок НХЛ («Торонто Мейпл-Ліфс»)